# Thuburbo Majus
Thuburbo Majus (Colonia Iulia Aurelia Commoda) este un sit arheologic cu vestigii însemnate ale unui oraș roman din Tunisia, situat lângă satul Henchir Kasbat, nu departe de actualul oraș El Fahs, la 60 km sud-vest de Tunis. În epoca sa de maximă dezvoltare, orașul a avut între 7.000 și 12.000 locuitori. A fost redescoperit în anul 1857 de către arheologul francez Charles Tissot. 

### Galerie de imagini

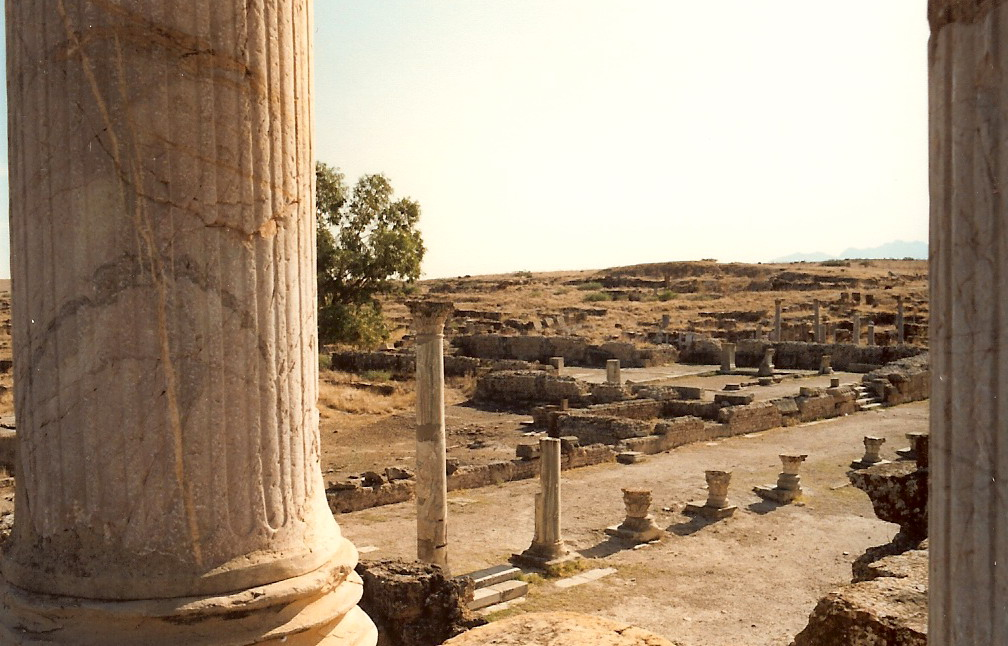
Thuburbo Majus (Forumul)
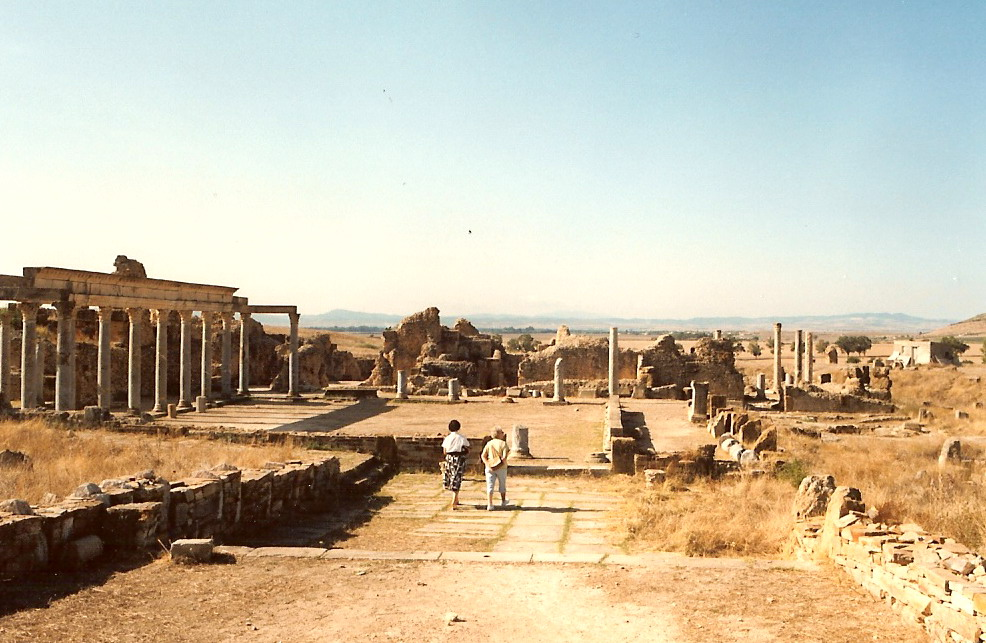
Thuburbo Majus (Palestra şi Templul lui Esculap)
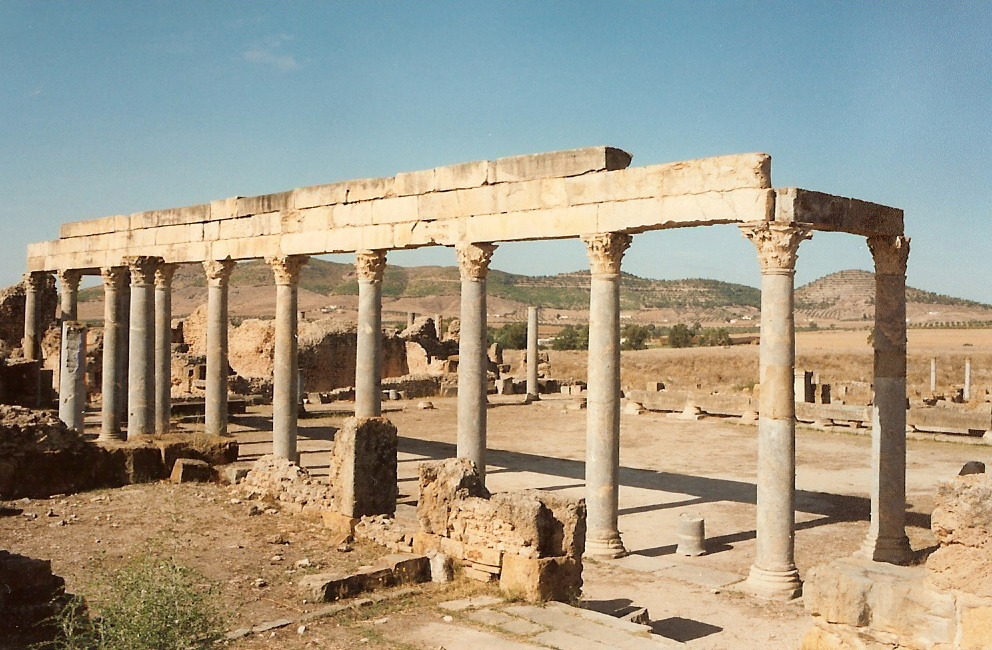
Thuburbo Majus (Palestra)
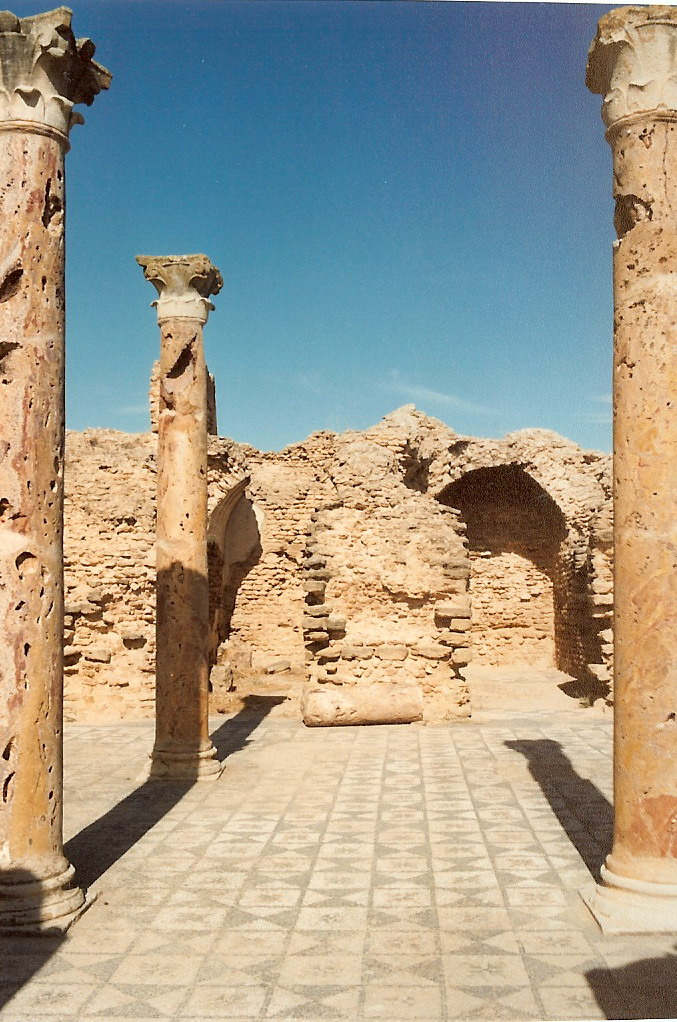
Thuburbo Majus (Thermele de iarnă)
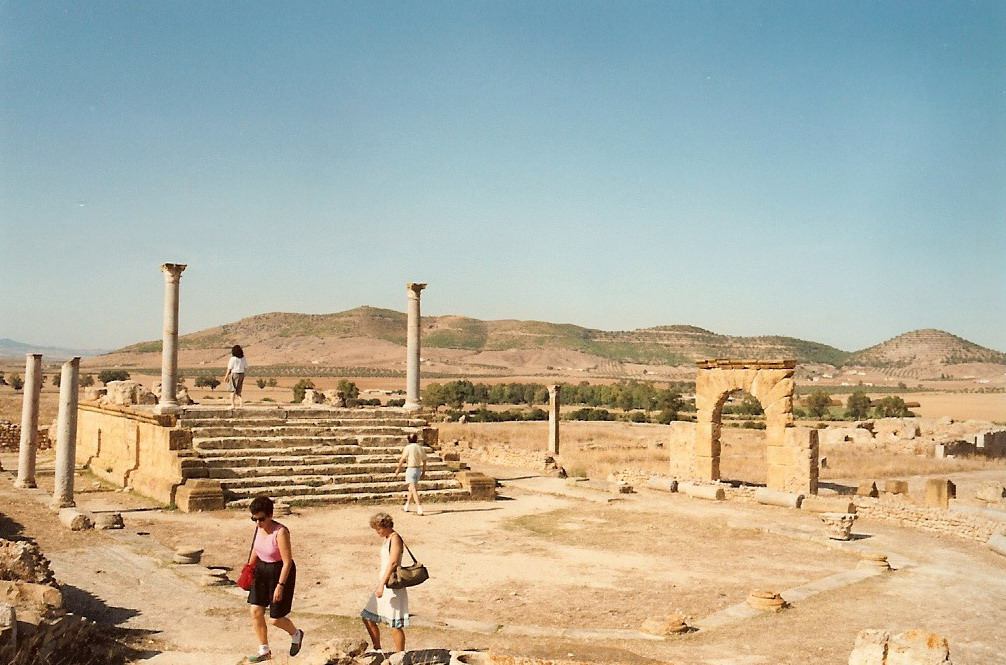
Thuburbo Majus (Templul lui Baal şi Templul lui Juno Caelestis)
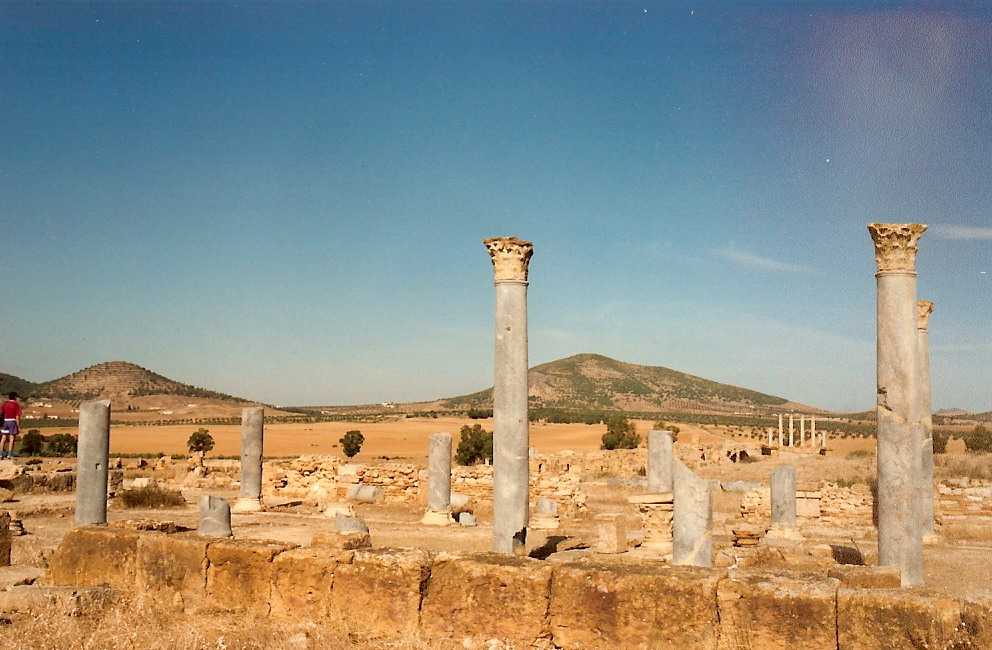
Thuburbo Majus (Templul lui Mercur)
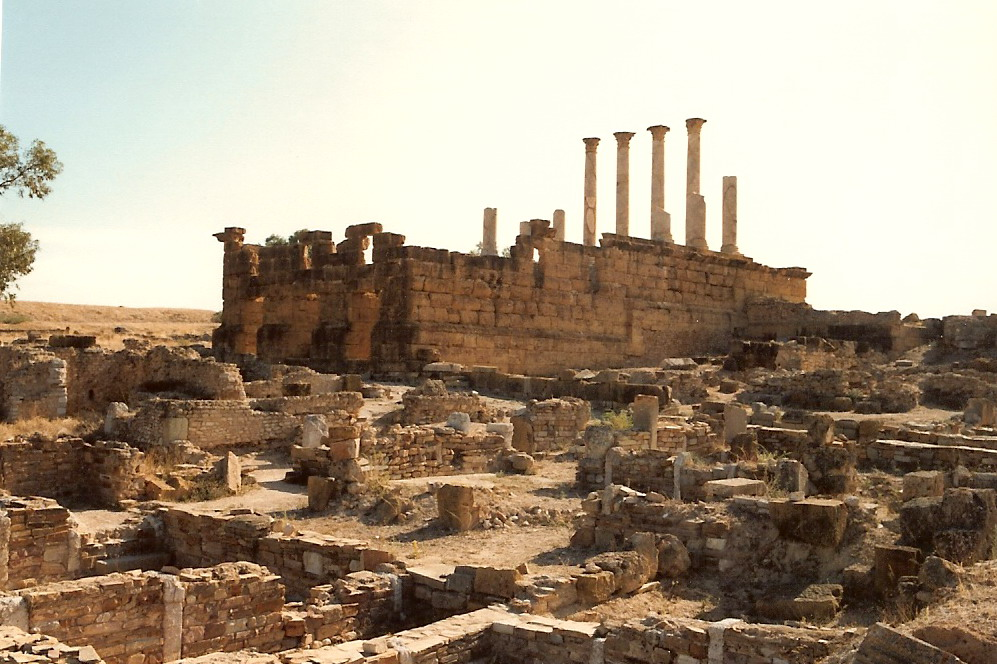
Thuburbo Majus (Capitoliul)
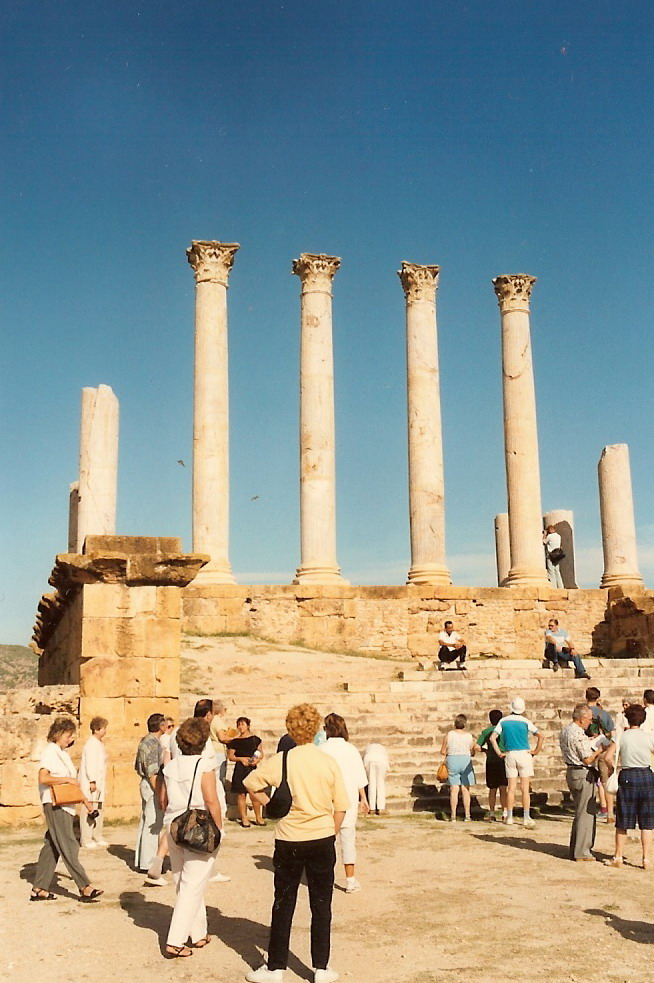
Thuburbo Majus (Capitoliul)